# برج حار

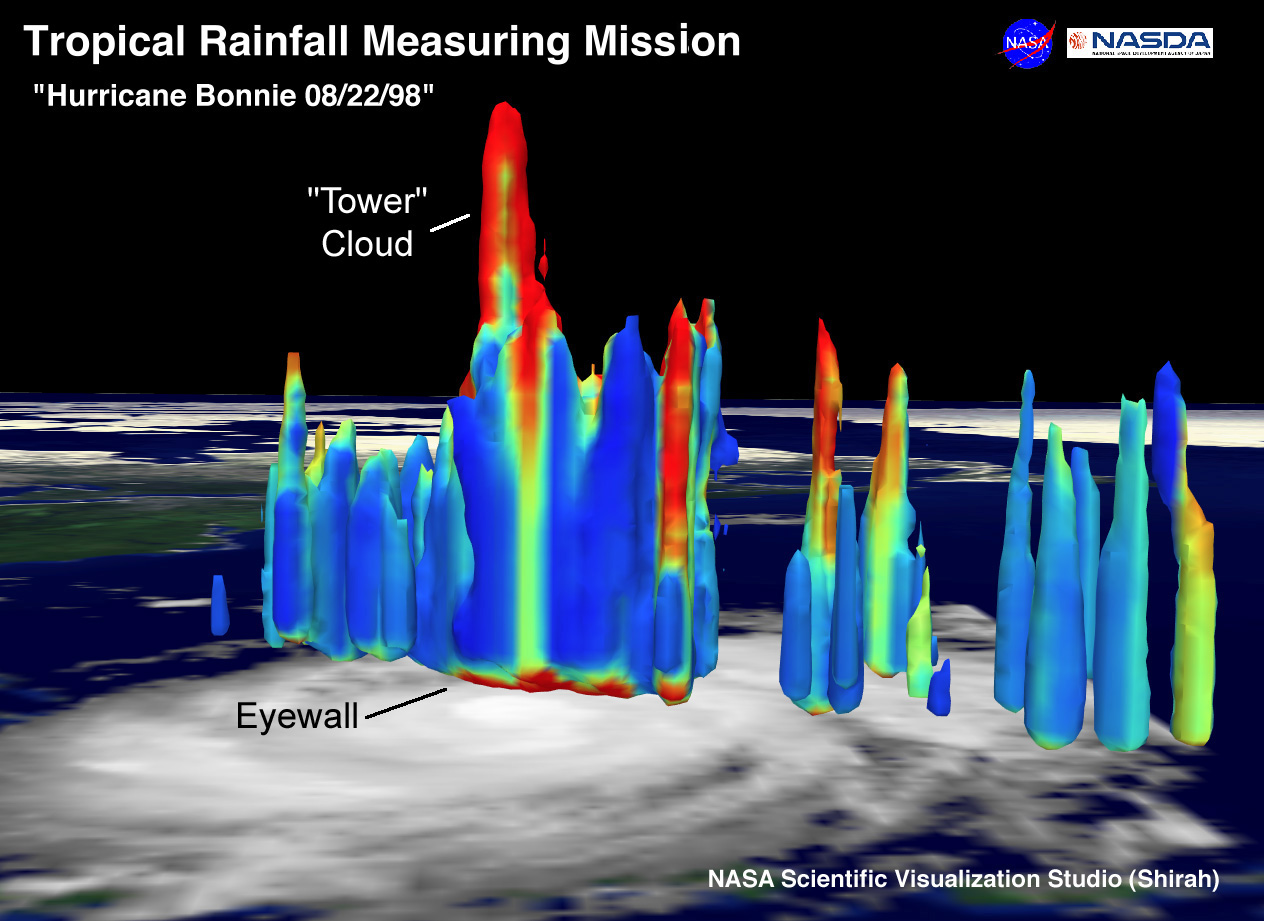

برج حار هو اسم يطلق على التيار الرأسي المركزي في هواء غير مستقر متسخن، وذلك في غيوم الركام المزني, وحيث يكون الضغط شديد الانخفاض.

## اقرأ أيضاً
- أنواع السحب

## المصدر
- المعجم الجغرافي المناخي